# Городское поселение Калининец
Городско́е поселе́ние Кали́нинец — упразднённое муниципальное образование (городское поселение), существовавшее в Наро-Фоминском муниципальном районе Московской области с 2005 по 2017 год.
Образовано в 2005 году, включило 8 населённых пунктов позже упразднённого Петровского сельского округа.
Крупнейший населённый пункт — посёлок городского типа (рабочий посёлок) Калининец.
Глава городского поселения — Трубкин Михаил Валериевич.
Является Родиной Танкового биатлона, который проводится на территории поселения до настоящего времени. На территории поселения находится Алабинский гарнизон.

## Географические данные
Общая площадь — 78,94 км² (до 2011 года в законе указывалось 81,25 км²). Муниципальное образование находится на севере восточной части Наро-Фоминского района.

## Население
| 2006    | 2007    | 2008    | 2009    | 2010    | 2011    |
| ------- | ------- | ------- | ------- | ------- | ------- |
| 16 983  | ↗39 802 | ↘23 891 | ↗24 723 | ↘22 538 | ↘22 446 |
| 2012    | 2013    | 2014    | 2015    | 2016    | 2017    |
| →22 446 | ↘22 174 | ↘21 521 | ↘21 405 | ↗21 664 | ↗22 475 |

## Населённые пункты
В границах городского поселения Калининец находятся 8 населённых пунктов:
| Вид             | Наименование | Население, чел. | ОКАТО          | Бывшая административная единица до 2006 года |
| --------------- | ------------ | --------------- | -------------- | -------------------------------------------- |
| деревня         | Бурцево      | 53              | 46 238 834 003 | Петровский сельский округ                    |
| рабочий посёлок | Калининец    | 25 436          | 46 238 834 008 | Петровский сельский округ                    |
| деревня         | Новосумино   | 7               | 46 238 834 027 | Петровский сельский округ                    |
| село            | Петровское   | 341             | 46 238 834 001 | Петровский сельский округ                    |
| деревня         | Селятино     | 77              | 46 238 834 016 | Петровский сельский округ                    |
| деревня         | Сумино       | 10              | 46 238 834 021 | Петровский сельский округ                    |
| деревня         | Тарасково    | 43              | 46 238 834 023 | Петровский сельский округ                    |
| деревня         | Юшково       | 57              | 46 238 834 026 | Петровский сельский округ                    |

## Комментарии
1. ↑  До 2006 года Калининец был сельским населённым пунктом. Постановлением губернатора Московской области от 11 июля 2006 года № 93-ПГ «О преобразовании посёлка Калининец Петровского сельского округа Наро-Фоминского района Московской области и Петровского сельского округа Наро-Фоминского района Московской области» Архивная копия от 22 июля 2015 на Wayback Machine преобразован в посёлок городского типа — рабочий посёлок
2. ↑  В октябре 2004 года, согласно Постановлению Губернатора МО от 19.10.2004 № 238-ПГ Архивная копия от 22 июля 2015 на Wayback Machine, в состав деревни Селятино был включён посёлок Селятино Петровского сельского округа (не следует его путать с бывшим посёлком Селятино, административно подчинённым дачному посёлку Алабино, ныне рабочим посёлком Селятино)